# روز صفر (مجموعه تلویزیونی)
روز صفر (به انگلیسی: Zero Day) یک مینی سریال تلویزیونی در ژانر دلهره آور سیاسی است که توسط نوح اُپنهایم، اریک نیومن و مایکل اشمیت برای پخش از شبکه نتفلیکس طراحی شده و لزلی لینکا گلتر کارگردانی آن را بر عهده داشته است. داستان سریال روایت‌گر یک رئیس جمهور سابق آمریکا است که در حال تحقیق بر روی یک حمله سایبری بسیار ویرانگر است.

## داستان
سریال روز صفر، داستان بحرانی است که پس از یک حمله سایبری ویرانگر به نام روز صفر ایجاد شد، جایی که به درخواست رئیس‌جمهور سابق، جورج مالن، کمیسیونی برای تحقیق درباره این فاجعه تشکیل می‌شود و در جریان تحقیقات، توطئه‌ای پیچیده که به بالاترین سطوح دولت و شرکت‌های فناوری نفوذ کرده، فاش می‌شود

## بازیگران[۲][۳]
| بازیگر       | نقش            | توضیحات                                                                      |
| ------------ | -------------- | ---------------------------------------------------------------------------- |
| رابرت دنیرو  | جورج مالن      | رئیس جمهور سابق ایالات متحده آمریکا ، مسئول کمیسیون روز صفر                  |
| لیزلی کاپلان | الکساندرا مالن | دختر جورج مالن ، نماینده کنگره ، مسئول کمیته نظارت بر فعالیت کمیسیون روز صفر |
| جسی پلمونز   | راجر کارلسون   | دستیار و مشاور سابق جورج مولن                                                |
| جوآن آلن     | شیلا مالن      | همسر جورج مالن ، مادر الکساندرا مالن                                         |
| کانی بریتون  | والری وایتسل   | رئیس دفتر سابق جورج مالن                                                     |
| دن استیونز   | ایوان گرین     | مجری تلویزیون                                                                |
| آنجلا باست   | اولین میچل     | رئیس جمهور ایالات متحده آمریکا                                               |
| متیو مودین   | ریچارد درایر   | سخنگوی کاخ سفید                                                              |
| گبی هافمن    | مونیکا کیدر    | کارآفرین حوزه فناوری و میلیاردر سیلیکون ولی                                  |
| بیل کمپ      | جرمی لاش       | مدیر آژانس اطلاعات مرکزی آمریکا                                              |
| مک کینلی     | کارل اوتینو    | وکیل دادگستری ، بازرس ارشد کمیسیون                                           |
| مارک ایوانیر | ناتان          | مأمور اطلاعاتی                                                               |